# 福建并殖吸虫
福建并殖吸虫（学名：Paragonimus fukienensis）为并殖科并殖属的动物。在中国大陆，分布于福建福清等地，营寄生生活，终末宿主沟鼠、野鼠、黄胸鼠、兔（人工感染）以及虎（天然感染）。该物种的模式产地在福建福清。